# Believe (chanson de Kana Nishino)
Pour les articles homonymes, voir Believe.
Singles de Kana Nishino
Always
(2012) Namida-iro
(2013)
Pistes de Love Collection ~mint~
Watashi-tachi
Believe est le 20e single de la chanteuse de J-pop Kana Nishino.

## Présentation
Il est sorti sous le label SME Records Inc. le 5 juin 2013 au Japon. Il sort au format CD et CD+DVD. Il atteint la 7e position à l'Oricon. Il se vend à 22 986 exemplaires la première semaine et reste classé 11 semaines pour un total de 39 447 exemplaires vendus. La chanson Believe se trouve sur la compilation Love Collection ~mint~.

## Pistes
| 1. | Believe | Kana Nishino             | FAST LANE                          |                 | 3:54 |
| 2. | Rainbow | Kana Nishino, GIORGIO 13 | GIORGIO CANCEMI                    | GIORGIO CANCEMI | 4:54 |
| 3. | Story   | Kana Nishino             | SKY BEATZ, FAST LANE, LISA DESMOND |                 | 4:00 |

| 1. | "Kanayan Tour 2013 ~Asia~" @ Taiwan Live Digest |  |